# Гуттус
Гуттус — давньогрецька посудина для дозування рідини (олії або води) по краплях.
Гуттус виготовлявся з різних матеріалів і служив жертовною посудиною. Точна форма і вигляд не дійшли до наших днів, але в сучасній археології з поняттям гуттуса пов'язують маленький схожий на банку глечик із круглою ручкою і маленьким коротким носиком у формі трубки, розташованим на верхньому краї посудини.